# 家族のはなし
『家族のはなし』（かぞくのはなし）は、鉄拳による日本の漫画（パラパラマンガ）作品。2013年に信濃毎日新聞との企画として発表され、第17回アジア太平洋広告祭でフィルム部門・プレス部門を受賞した。
2018年に実写映画化され、同年以降は舞台化もされた。

## 映画
2018年11月23日に全国公開。吉本興業と各テレビ局のコラボで映画を製作する沖縄国際映画祭企画「TV DIRECTOR'S MOVIE」の一本としてMBSとの共同で製作された。テレビドラマ『海に降る』（WOWOW）や『絆〜走れ奇跡の子馬〜』（NHK総合）の演出を手がけたドリマックス・テレビジョンディレクター「山本剛義」の初映画監督作品である。
キャッチコピーは「家族は、面倒くさい幸せだ。」。

### キャスト（映画）
- 小林拓也 - 岡田将生（幼少期：田中レイ）
- 明日香 - 成海璃子
- 柴田 - 金子大地
- 渡辺 - 佐藤寛太
- 坂本 - 水田信二
- 鈴木 - 渡辺憲吉
- 小林愛子 - 財前直見
- 小林徹 - 時任三郎
- その他 - 落合晴音、河合武俊（こてつ）、北村智（こてつ）

### スタッフ（映画）
- 原作・アートディレクター：鉄拳
- 監督：山本剛義
- 脚本：青塚美穂
- 脚本協力：ふじきみつ彦
- 音楽：遠藤浩二
- 主題歌：サイダーガール「dialogue」（ユニバーサルJ）
- 製作：藤原寛、松本圭司、瀬井哲也、楮本晶裕
- スーパーバイザー：黒井和男、古賀俊輔
- エグゼクティブプロデューサー：片岡秀介、丸山博雄、岡本東郎、亀山清輝
- プロデューサー：田辺涼子、深迫康之、村島亘、尹楊会、浅野敦也、岩崎愛奈、行実良、前田久美子
- 撮影：関毅
- 照明：山口秦一郎
- 録音：中山大輔
- 美術：宮原奈緒美
- 装飾：山本直樹
- 編集：板部浩章
- 衣装：森山久美
- ヘアメイク：藪西智美
- 助監督：八木一介
- VFX：マリンポスト
- りんご監修：斎藤義一（たかやぶりんご園）
- 長野ことば監修：小口久仁子
- バンド監修：前原純
- ロケ協力：大子町、大子町フィルムコミッション、JA常陸大子町りんご部会、茨城交通、府中 Flight、明星幼稚園、東京農工大学 ほか
- 制作：よしもとクリエイティブ・エージェンシー、MBS
- 制作プロダクション：ドリマックス・テレビジョン
- 配給：KATSU-do
- 製作：『家族のはなし』製作委員会（吉本興業、MBS、VAP、ユニバーサル・ミュージック）

## 舞台

### 2018年版
2018年5月に長野県と東京都で上演。初の舞台化になる。

#### キャスト（2018年舞台）
- 山本幸太 - 久保田秀敏
- 戸田大助 - 佐藤弘樹
- 三木元みさき - 栗生みな
- 吉村真紀 - まなこ（Q'ulle) ※長野公演のみ / 岡田彩花 ※東京公演のみ
- 矢野陽子 - 松田彩希
- 山本昌子 - 金子さやか
- 幸太（子） - 髙橋彩香（AKB48) ※長野公演のみ / 江益凛 ※東京公演のみ
- 柏木圭 - HAKU（SUPER FANTASY）
- 南沢 - 千歳ゆう
- 阿部将也 - 古川龍慶
- 川西涼子 - 関谷あづみ ※長野公演のみ / 妹田佳奈子 ※東京公演のみ
- 戸田美千代 - 山崎穂波
- 戸田洋二 - 疋田誉人
- 小林 - 大橋篤 ※長野公演のみ / 宮下貴浩 ※東京公演のみ
- 進藤 - 川畑亮人
- 桑野 - 新里哲太郎 ※長野公演のみ / 瀬尾卓也 ※東京公演のみ
- 槙田プロデューサー -  - 中谷智昭
- 男 - 宮澤正 ※長野公演のみ / 新里哲太郎 ※東京公演のみ
- 山本行夫 - 木村卓寛 （天津）

ダンサー・コーラス（2018年舞台）
- 藍羽舞
- 伊東映里奈 ※東京公演のみ
- 岡田和奈
- 高坂美羽 ※東京公演のみ
- 齊藤雛子 ※東京公演のみ
- 瀬戸沙織
- 重石邑菜 ※東京公演のみ
- 高津木乃美
- 関谷あづみ ※東京公演のみ（長野公演にも川西涼子の役で出演）
- 南條あかね
- 花澤優季 ※東京公演のみ
- 山崎未来 ※東京公演のみ
- 上田市少年少女合唱団 ※長野公演のみ

#### スタッフ（2018年舞台）
- 原作：パラパラ漫画「家族のはなし」（作：鉄拳）
- 脚本・演出：吉田武寛（LIPS＊S、ILLUMINUS）
- 美術：照井旅詩
- 音響：宮崎裕之(predawn)、丸山慶将(predawn)
- 照明：高橋文章
- 振付：野村なな
- 歌唱指導：大橋麻菜美
- 衣装：MASAYA
- 演出助手：平戸麻衣
- 稽古場支援・映像オペレーター：大川あやの
- 舞台監督：髙橋亮(Outside)
- 宣伝ビジュアルディレクション・チラシデザイン：Yoshimi Enatsu
- 宣伝写真撮影：MONSTERS,INC
- 宣伝ビジュアル絵画：越ちひろ
- 宣伝ビジュアルメイク：櫻井優子
- キャスティング協力：小口馨
- 制作協力：米田基（style office） 冨坂友（アガリスクエンターテイメント）
- クリエィテイブディレクター：佐野木雄太
- 製作総指揮：小宮山薫
- 協力：よしもとクリエイティブ・エージェンシー
- 主催：ILLUMINUS (FreeK-Laboratory)

#### 公演日程（2018年舞台）
長野公演
- 日程：2018年5月3日 - 4日（全3回）
- 会場：サントミューゼ 小ホール

東京公演
- 日程：2018年5月11日 - 5月13日（全5回）
- 会場：IMAホール

### 2019年版
2019年8月に長野県と東京都で上演。長野公演については長野放送開局50周年記念作品として製作された。

#### キャスト（2019年舞台）
- 山本幸太 - 木戸邑弥
- 戸田大助 - 高岡裕貴
- 三木本みさき - まなこ（Q'ulle）
- 吉村真紀 - 西村菜那子（NGT48）
- 矢野陽子 - 髙橋彩香（AKB48）
- 進藤 - 中島礼貴
- 柏木圭 - HAKU（SUPER FANTASY）
- 阿部将也 - 澤井俊輝（Studio Life）※東京公演のみ / あすぱら（COJIRASE THE TRIP）※長野公演のみ
- 南沢 - 西村美咲
- 川西涼子 - 伊藤玲奈
- 幸太（子） - 江益凛
- 小林 - 堀ノ内翼
- 戸田洋二 - 宮平もりひろ
- 山本昌子 - 松田佳子
- 戸田美千代 - 芦田千織
- 槙田プロデューサー - 宮川智司
- 男 - 中谷智昭
- 桑野 - 新里哲太郎
- 山本行夫 - 三浦剛

アンサンブルキャスト（2019年舞台）
- 尾形杏奈
- 後藤楓
- 高坂美羽
- 田中亜美
- 仲山コマ（BANZAI JAPAN）
- 松井りんか

ダンサー・コーラス（2019年舞台）
- 大町「家族のはなし」少年少女合唱団 ※長野公演のみ
- 三ツ木麗 ※東京公演のみ
- 安里千央 ※東京公演のみ
- 阿部さくら ※東京公演のみ
- 望月雅子 ※東京公演のみ
- 大澤歩未 ※東京公演のみ

#### スタッフ（2019年舞台）
- 原作：鉄拳
- 脚本・演出：吉田武寛（LIPS*S, ILLUMINUS）
- 舞台監督：髙橋亮（Outside）
- 美術：袴田長武
- 照明：村山寛和、新里翼（マーキュリー）
- 音響：丸山慶将 (predawn)
- 作曲：hoto-D
- ダンス振付：野村奈々
- 歌唱指導：大橋麻菜美
- 衣装：MASAYA
- 演出助手・衣装進行：小々原奈奈子、関口美幸
- 宣伝メイク：国本朋恵、松前詠美子
- 宣伝カメラマン：鶴田健吾（studio Kite）
- 制作協力：山本優
- 宣伝協力：小宮山弘（NBS）
- 票券・運営：長谷川雅也（舞台製作団体BMG）
- プロデューサー：佐野木雄太
- 総合プロデューサー：小宮山薫
- 主催：大町市文化会館（長野公演）、長野放送（長野公演）、ILLUMINUS

#### 公演日程（2019年舞台）
長野公演
- 日程：2019年8月17日（全1回）
- 会場：大町市文化会館大ホール

東京公演
- 日程：2019年8月21日 - 25日（全8回）
- 会場：六行会ホール

### 2021年版
2021年8月に長野県と東京都で上演予定だったが、東京公演は新型コロナウィルス感染症の流行の影響で延期になった。長野公演についてはBS長野放送2021夏休み特別企画 として製作された。

#### キャスト（2021年舞台）
- 山本幸太 - フクシノブキ(福士申樹)
- 戸田大助 - 松田裕
- 三木元みさき - まなこ
- 吉村真紀 - 西村菜那子（NGT48）
- 矢野陽子 - 安藤千伽奈（NGT48）
- 柏木圭 - 大野瑞生
- 槙田プロデューサー - 山沖勇輝
- 阿部将也 - TAKA（Eleven Eleven）
- 南沢 - 植野祐美
- 川西涼子 - 本条万里子
- 桑野 - 風間庸平
- 小林 - 乃上夏樹
- 進藤 - 後藤菊之介
- 山本昌子 - 松田佳子
- 戸田洋二 - 宮平もりひろ
- 戸田美千代 - 田中香子
- 幸太(子） - 興梠大和
- パラパラ漫画を描く男 - 武井雷俊
- 山本行夫 - 三浦剛

アンサンブルキャスト（2021年舞台）
- 大崎耀
- 後藤楓
- 坂弥音
- 今村輝
- 藤村リュウト
- 中谷優斗

#### スタッフ（2021年舞台）
- 原作：鉄拳
- 脚本・演出：吉田武寛
- 舞台監督：丸山直己
- 美術：吉田竜一
- 照明：高橋文章
- 照明部：山岡茉友子、和田優也
- 音響：飯塚ひとみ、甘糟佐久美、宮崎裕之
- 作曲：hoto-D
- ダンス振付：野村奈々
- 歌唱指導：大橋麻菜美、川目晴香
- 衣装：MASAYA
- 衣装進行：坂本寧音、小野田菜々
- 演出助手：長谷川雅也
- 宣伝美術：冨家弘子
- 宣伝メイク：松前詠美子
- 宣伝カメラマン：鶴田健吾
- カメラアシスタント：金子貴人
- 制作：関口美幸
- 制作協力：style office
- 当日運営：宮野風紗音
- 票券：山本優、小々原奈奈子
- 宣伝協力：山田雅之
- プロデューサー：小宮山薫
- 協力：吉本興業、NBS長野放送(長野公演）
- 企画・製作：ILLUMINUS

#### 公演日程（2021年舞台）
長野公演
- 日程：2021年8月14日 - 15日（全2回）
- 会場：ホクト文化ホール　中ホール

東京公演
全公演延期になった。
- 日程：2021年8月25日〜8月29日
- 会場：六行会ホール

### 2022年版
2022年8月に東京都で上演。上述の2021年に中止になった東京公演の延期公演。

#### キャスト（2022年舞台）
- 山本幸太 - フクシノブキ
- 戸田大助 - 磯野大
- 三木元みさき - まなこ
- 吉村真紀 - 西村菜那子（NGT48）
- 矢野陽子 - 安藤千伽奈（NGT48）
- 柏木圭 - 大野瑞生
- 阿部将也 - 中林登生（円神）
- 槙田プロデューサー - 山沖勇輝
- 南沢 - 植野祐美
- 川西涼子 - 本条万里子
- 桑野 - 風間庸平
- 小林 - 乃上夏樹
- 進藤 - 後藤菊之介
- 山本昌子 - 松田佳子
- 戸田洋二 - 宮平もりひろ
- 戸田美千代 - 田中香子
- 幸太(子） - 興梠大和
- 戸田大助(子） - 永瀬がーな
- パラパラ漫画を描く男 - 武井雷俊
- 山本行夫 - 三浦剛

アンサンブルキャスト（2022年舞台）
- 今村輝
- 大崎耀
- 後藤楓
- 藤村リュウト
- 中谷優斗
- 和田真依

#### スタッフ（2022年舞台）
- 原作：鉄拳
- 脚本・演出：吉田武寛（LIPS*S、ILLUMINUS）
- 舞台監督：丸山直己
- 美術：吉田竜一
- 照明： 高橋文章
- 照明部：山岡茉友子、大高藍香
- 音響：丸山慶将（tone pocket）
- マイクケア：佐藤凛（tone pocket）
- 作曲：hoto-D
- ダンス振付：野村奈々
- 歌唱指導：漣さや香
- 衣装：MASAYA
- 演出助手：長谷川雅也（BMG）
- 制作：田邊樹（AOL）、横濱なつ美
- 票券：山本優、小々原奈奈子
- プロデューサー：小宮山薫
- 協力：吉本興業ホールディングス
- 企画・製作：ILLUMINUS

#### 公演日程（2022年舞台）
東京公演
- 日程：2022年8月12日 - 14日（全5回）
- 会場：IMAホール